# Kristeen Young
Kristeen Young est une auteure-compositrice-interprète et pianiste américaine. Son groupe en tournée est connu sous le nom de KRISTEENYOUNG (qui comprend actuellement "Baby" Jeff White à la batterie et Sylvia Black à la basse). Originaire de Saint-Louis, dans le Missouri, Young a commencé à jouer du piano à l'adolescence et a fréquenté plus tard une école d'art. Elle a sorti sept albums studio. Young a aussi chanté avec plusieurs artistes dont David Bowie, Morrissey et Brian Molko de Placebo. Elle a également enregistré avec le producteur Tony Visconti et le batteur Dave Grohl.

## Carrière
En 1997, elle sort son premier album Meet Miss Young and Her All Boy Bandd. Au début des années 2000, elle a commencé à travailler avec Tony Visconti (qui déclare en 2023 qu'ils sont les meilleurs amis depuis 20 ans) sur Breasticles, qui présentait un duo avec David Bowie, "Saviour". Sur X de 2004, le titre d'ouverture "No Other God" est un duo avec Brian Molko. 
En plus de ses propres œuvres, Kristeen  Young a également figuré sur des disques d'autres artistes. Elle est apparue sur Heathen de David Bowie en 2002. Elle a également fourni le chant lyrique du single de Morrissey "That's How People Grow Up" en 2008. Elle chante ensuite le chant sur une version alternative de "New Kid" de Monokino en 2009, et collabore avec GUIDES pour une reprise de "Leave Me Alone" de New Order en 2015.
En mai 2014, Young sort son septième album, The Knife Shift, enregistré avec Dave Grohl qui joue de la batterie, du piano, des guitares et de la basse,
Young enregistre un nouvel album en 2016 intitulé Live! at the Witch's Tit. Une date de sortie a été fixée au 29 septembre 2017 et un album pré-commandé est disponible sur le site internet du groupe. Une série de vidéoclips à l'appui de son dernier album est prévue pour 2017. 

## Discographie

### Albums studio
- Meet Miss Young and Her All Boy Band (1997)
- Enemy (Kristeen Young album) (1999)
- Breasticles (2003)
- X (2004)
- The Orphans (2006)
- Music for Strippers, Hookers, and the Odd On-Looker (2009)
- The Knife Shift (2014)
- Live! At the Witch's Tit (2017)

### Singles
- Touch Tongues (N- 2003, Portugal)
- Kill the Father (Sanctuary/Attack 2006, UK)
- London Cry (Sanctuary/Attack 2006, UK)
- Pictures of Sasha Grey (Digital Release Only, TVPI 2014, US)
- NICE (Digital Release Only, TVPI 2017, US)

### EP
- V the Volcanic (2011)

### Chansons sur d'autres albums
- "The Last Thing You Need to Hear", on album What's the Word, Vol. 1 (1999)
- "Rotting on the Vine", on album Music from the Succubus Club (2000)
- "New Kid", on album Heartbeat by Monokino (2010)
- "Leave Me Alone", EP by GUIDES (2015)